# 海斯 (伊利諾伊州)
海斯（英語：Hayes）是位於美國伊利諾伊州道格拉斯縣的一個非建制地區。該地的面積和人口皆未知。

## 地理
海斯的座標為39°51′45″N 88°16′52″W / 39.86250°N 88.28111°W，而該地的平均海拔高度為111米（即692英尺）。